# Rubber-Tip Pencil Co v. Howard

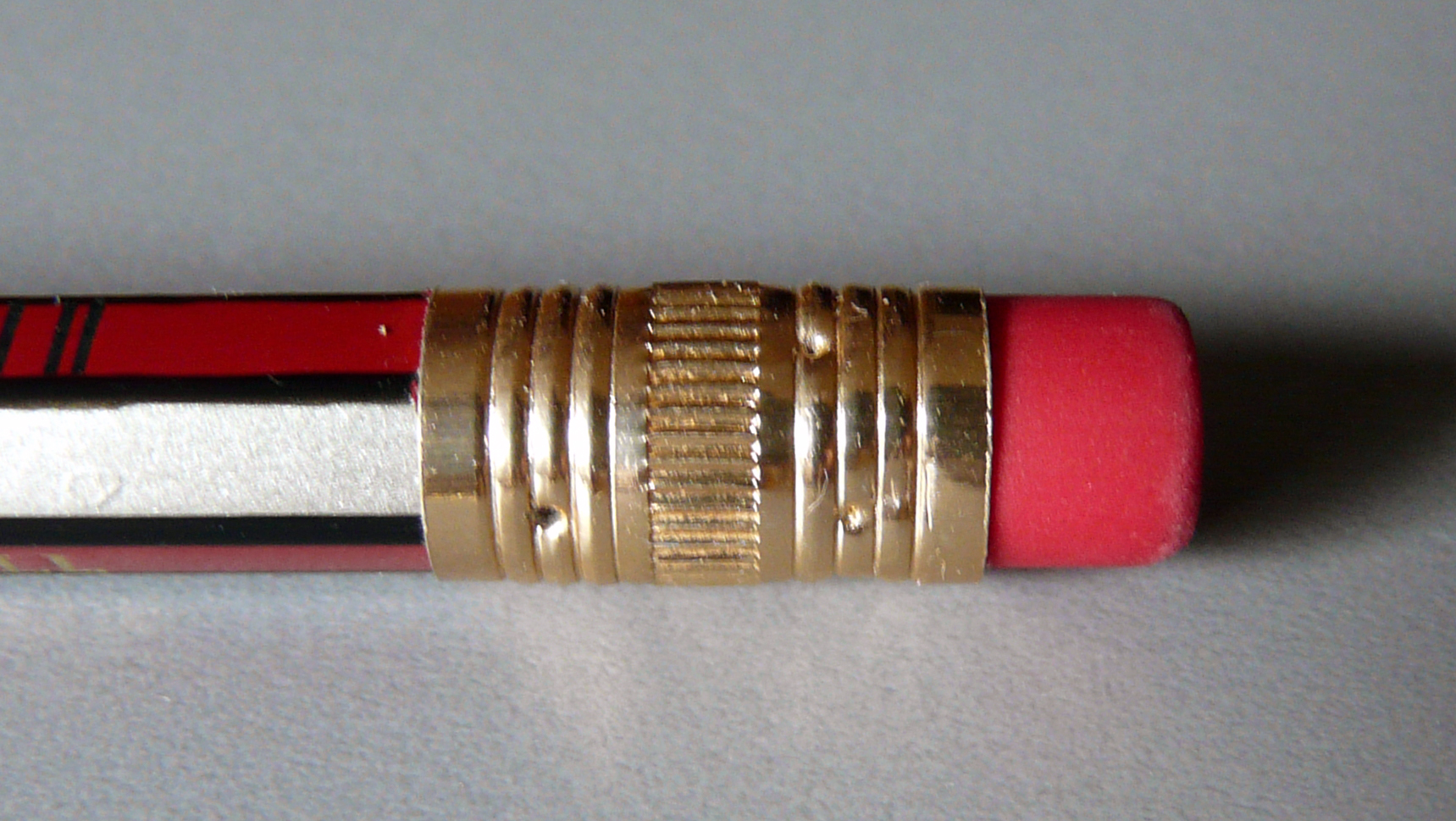
Am Falle eines Bleistiftradiergummis stellte der US-Supreme Court fest, dass sich reine Ideen nicht patentieren lassen.

Rubber-Tip Pencil Co v. Howard (87 U.S. 498) war ein wichtiger Fall des amerikanischen Patentrechts. In ihm stellte der Supreme Court im Jahr 1874 fest, dass es nicht möglich ist, die Erfindung, dass ein Radiergummi auf einem Bleistift befestigt wird, patentieren zu lassen. Generell traf der Gerichtshof dabei Aussagen über die Begrenzung eines Patents und stellte klar, dass es nicht hinreichend ist, eine Idee patentieren zu lassen, sondern dass es einer konkreten Form bedarf. Im speziellen Fall stellte es fest, dass die Grundidee gut aber nicht patentierbar, die konkrete Ausführung prinzipiell patentierbar, aber nicht neu war. Zusammen mit O’Reilly v. Morse stellt Rubber-Tip Pencil Co v. Howard damit einen der beiden wichtigen Fälle des Case Law, die die Grenzen der Patentierbarkeit festlegen.
Der Erfinder James A. Blair hatte im Jahr 1869 ein Patent darauf erhalten, einen Radiergummi auf einem Bleistift zu befestigen. Die Patentschrift allerdings hatte er möglichst breit abgefasst, so dass sie nach Meinung des obersten Gerichts jede Art von Radier- oder Löschwerkzeug umfasste, das fest mit einem Bleistift oder Tintenstift oder ähnlichem verbunden war. Das Patent war in Eigentum der Rubber-Tip Pencil Company übergegangen, die wiederum dem Konkurrenten Howard vorwarf, gleichartige Bleistifte zu produzieren. Der Gerichtshof stellte fest, dass die Idee an sich gut sei, aber in dieser Form nicht patentfähig. Da die allgemeinen Eigenschaften des Kautschuks zu dieser Zeit schon bekannt waren, ebenso wie die Tatsache, dass er Bleistiftstriche ausradieren konnte, sei es offensichtlich, dass er sich mit Hilfe eines Lochs an einem Holzstift befestigen ließe. Er lehnte Blairs Klage ab. Während der Fall lange nur für wenig beachtete Gebiete des Patentrechts Bedeutung hatte, änderte sich die Lage Ende der 1990er. Der Fall State Street Bank v. Signature Financial Group öffnete die Tür für Softwarepatente und Patente auf Geschäftskonzepte, so dass auch die Patentierbarkeit von Ideen wieder in die Nähe aktueller Rechtsprechung rückte. Zusammen mit O'Reilly v. Morse bildet Rubber-Tip Pencil Co v. Howard damit wieder den wichtigen Maßstab, um im US-Recht unpatentierbare Ideen von patentierbaren konkreten Erfindungen zu treffen.